# Véturie
Véturie, en latin Veturia, est une matrone romaine qui vécut au VIe siècle et au Ve siècle, mère du héros semi-légendaire Coriolan.
Issue de la famille patricienne des Veturii, elle devint veuve alors que son fils était en bas âge et l'éleva seule. Coriolan, ayant été chassé de Rome pour son intransigeance politique contre les tribuns de la plèbe, y revint les armes à la main à la tête des armées volsques pour se venger. Les délégués envoyés par le Sénat pour négocier la paix revinrent avec des conditions inacceptables. Une délégation des prêtres romains en habits sacerdotaux n'eut pas plus de succès. Un cortège de femmes en pleurs fut envoyé en ambassade, parmi elles Volumnie, l'épouse de Coriolan, et ses enfants en bas âge, se jeta à ses pieds pour le supplier d'épargner Rome, refusant, comme il le lui demandait, de se joindre à sa cause. Cédant aux prières de sa mère et de son épouse, Coriolan se retira alors.
Les Romains honorèrent chez Véturie son courage, son patriotisme, sa force de caractère, et le fait qu'elle triompha là où tous les hommes avaient échoué : elle devint le modèle de la vertu féminine romaine. Selon Tite-Live, on éleva un temple sur la voie latine, dédié à la Fortune des Femmes.

## Postérité

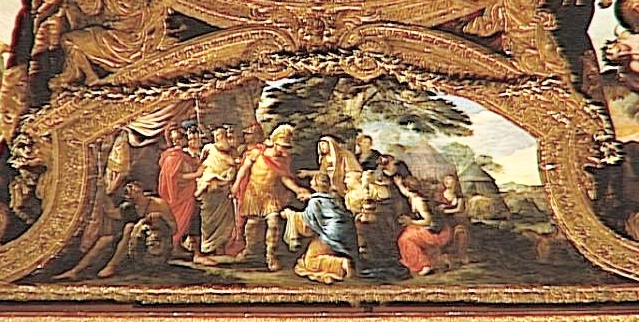
Coriolan levant le siège de Rome à la demande de sa mère, par Charles de la Fosse - Versailles.

Le souvenir de Véturie se transmet par les textes antiques. Lors de la Renaissance, Boccace fait figurer Véturie dans son recueil de biographies de femmes célèbres, le De mulieribus claris, qu'il publie en 1374. Il la critique vertement pour avoir en récompense de son action obtenu pour les femmes le droit de porter des bijoux et des vêtements luxueux, une calamité selon Boccace : « Pour moi, je maudirais volontiers Veturia pour l'orgueil qu'elle a donné aux femmes ».
L'épisode de Véturie fut repris plusieurs fois comme thème artistique à l'antique :
- Charles de la Fosse (1646-1715) décore le salon d'Apollon du château de Versailles d'un Coriolan fléchi par les larmes de Véturie sa mère
- Jean Thouvenin a gravé Coriolan fléchi par les larmes de Véturie d'après Henry Singleton.